# راوند (تاجیکستان)
راوند جماعت و شهرکی در جنوب شرقی کشور تاجیکستان است که در ناحیهٔ ونج ولایت مختار کوهستان بدخشان قرار دارد. جمعیت این جماعت ۴۹۷۵ است.
راوند از دهات ونج بالا است و در ساحل راست ونجاب واقع است و زمین‌های حاصلخیزی دارد.
راوند بعد از روستای غوم، پیش از ده گرم‌چشمه، در مقابل ده سترغ قرار داشته و از مرکز ناحیه یعنی ده راخَرو چهل و هفت کیلومتر فاصله دارد.
راوند دارای ۳۵ خواجگی است و جمعیتش تخمیناً ۵۰۰ نفر است. اداره جماعت (دهستان) در آنجا واقع است و مرکز جماعت محسوب می‌شود. این ده هم‌چنین مکتب نه‌ساله، و خانه مدنیت دارد. دهدار آن گور جوراف است.
محلات ده، راون تار، قلعه، راون تگ، چوگانی می‌باشند. قلعه در زمان پیش از شوروی قرارگاه میر بوده، در آن جا میرآخور می‌نشسته‌است (نام میراخور آخر آن سفیدک بوده‌است). در محله چوگانی به خاطر داشتن زمین‌های بزرگ و  فراخش مسابقه‌های چوگان‌بازی برگزار می‌شده و علت نام‌گذاری این محله نیز همین است.
این ده به خاطر داشتن پهلوانان کشتی‌گیر خود چه در گذشته و چه در زمان حاضر نامدار بوده‌است.